# Objeciones a la teoría de la evolución
Se han planteado objeciones a la teoría de la evolución desde que las ideas evolucionistas cobraron importancia en el siglo XIX. Cuando Charles Darwin publicó su libro de 1859 El origen de las especies, su teoría de la evolución (la idea de que las especies surgieron mediante la descendencia con modificaciones a partir de un único ancestro común en un proceso impulsado por la selección natural) se encontró inicialmente con la oposición de científicos con teorías diferentes, pero finalmente llegó a recibir una aceptación abrumadora en la comunidad científica. La observación de la ocurrencia de procesos evolutivos (así como la síntesis evolutiva moderna que explica esa evidencia) ha sido incontrovertible entre los biólogos de la corriente principal desde la década de 1940.
Desde entonces, la mayoría de las críticas y negaciones de la evolución han procedido de grupos religiosos, más que de la comunidad científica. Aunque muchos grupos religiosos han encontrado la reconciliación de sus creencias con la evolución, por ejemplo a través de la evolución teísta, otros grupos religiosos siguen rechazando las explicaciones evolutivas en favor del creacionismo, la creencia de que el universo y la vida fueron creados por fuerzas sobrenaturales. La controversia creación-evolución centrada en Estados Unidos se ha convertido en un punto focal del conflicto percibido entre la religión y la ciencia.
Varias ramas del creacionismo, como la ciencia de la creación, el neocreacionismo y el diseño inteligente, sostienen que la idea de que la vida fue diseñada directamente por un dios o una inteligencia es al menos tan científica como la teoría evolutiva y, por tanto, debería enseñarse en la educación pública. Estos argumentos contra la evolución se han generalizado e incluyen objeciones a las pruebas, la metodología, la plausibilidad, la moralidad y la aceptación científica de la evolución. La comunidad científica no reconoce tales objeciones como válidas, señalando las malas interpretaciones de los detractores de cosas como el método científico, las pruebas y las leyes físicas básicas.

## Sobre la definición de evolución
Una de las principales fuentes de confusión en el debate creación-evolución es la definición de la propia palabra «evolución». En el contexto biológico, la evolución es el simple cambio genético en poblaciones de organismos en generaciones sucesivas. Sin embargo, el término tiene una variedad de diferentes significados en diversos campos, desde computación, cultura, astronomía (evolución estelar, evolución galáctica) o psicología. Puede incluso referirse a la evolución metafísica, evolución espiritual, o a cualquiera de las numerosas filosofías evolucionistas. Cuando la evolución biológica es confundida, mezclándola con otros procesos evolutivos, puede de ello resultar una serie de errores tales como sostener que las teorías modernas evolucionarias dicen algo sobre abiogénesis o sobre la Teoría del Big Bang.
En un contexto coloquial, el término evolución puede referirse a cualquier tipo de desarrollo progresivo, y regularmente envuelve una connotación sobre mejoramiento gradual: el término es entendido como un proceso del cual resulta una mejor cualidad o complejidad de lo que evoluciona. Esta definición común lleva a frecuentes desacuerdos cuando es aplicada erróneamente a la evolución biológica. Por ejemplo, la idea de «devolución biológica» (evolución hacia atrás) es una errónea concepción tendiente a pensar que la evolución es reversible o que tiene una meta específica en mente (cf. ortogénesis). En realidad la evolución de los organismos no trae aparejada necesariamente como consecuencia una mejora; los avances son solo situacionales. Los biólogos no consideran a ninguna especie como «más evolucionada» o «avanzada» que otra, incluyendo a los humanos.
La evolución tampoco requiere que los organismos se vuelvan más complejos. Aunque la historia de la vida refleja una moda gradual hacia un número mayor creciente de organismos complejos, esto no es una consecuencia más necesaria de la evolución tal como la existencia de Marte no es una consecuencia necesaria de la gravedad; en su lugar, es una consecuencia de las circunstancias específicas de la evolución en la Tierra, lo cual hace frecuentemente una mayor complejidad más ventajosa, y de tal manera lo hace la selección natural. Dependiendo de la situación, la complejidad de los organismos puede o bien aumentar o disminuir, o mantenerse de la misma forma, y estas tres modas han sido observadas en la evolución biológica; de hecho, la disminución en complejidad es excesivamente común.
Las fuentes creacionistas frecuentemente definen la evolución de acuerdo con su sentido coloquial más que por su sentido científico. Como resultado, muchos intentos de refutar la evolución biológica son en realidad falacia del hombre de paja que no se dirigen hacia los argumentos de la evolución biológica. Los defensores del creacionismo y del evolucionismo en varias ocasiones solo realizan conversaciones sin conexiones.
Una de las primeras críticas sobre la cientificidad de la evolución provino del filósofo Karl Popper, cuyo principal cuestionamiento al darwinismo se refiere al carácter tautológico o cuasi-tautológico de sus postulados que pretenden explicar la evolución mediante la supervivencia del más apto. Según Popper, «no parece haber mucha diferencia —si es que la hay— entre decir “los que sobreviven son los más aptos” y la tautología '‘los que sobreviven son los que sobreviven’’. Esto es así porque me temo que no hay más criterio de aptitud que la supervivencia efectiva, de manera que del hecho de que haya sobrevivido un organismo concluimos que era el más apto o el más adaptado a las condiciones vitales».
Posteriormente, Popper rectificó notablemente su posición acerca de la contrastabilidad del darwinismo, en su ensayo Natural Selection and the Emergence of Mind. En ese artículo, Popper reconoce el estatus de teoría científica del darwinismo. «Esta es una teoría sumamente impresionante y poderosa. La afirmación de que se explica completamente la evolución es, por supuesto, una afirmación audaz, y muy lejos de ser establecida. Todas las teorías científicas son conjeturas, incluso aquellos que han superado con éxito las pruebas de muchas y variadas. La base mendeliana del darwinismo moderno se ha probado muy bien, y lo ha hecho la teoría de la evolución que dice que toda la vida terrestre ha evolucionado a partir de unos pocos organismos primitivos unicelulares, posiblemente incluso de un solo organismo». Y añadió: «He cambiado de opinión acerca de la capacidad de prueba y el estado lógico de la teoría de la selección natural, y estoy contento de tener la oportunidad de hacer una retractación. Mi retractación puede, espero, contribuir un poco a la comprensión de la situación de la selección natural».

## Historia
Aunque la teoría de Darwin fue ganando una amplia y creciente aceptación científica, esta se encontró con una fuerte resistencia religiosa.
Las primeras objeciones al evolucionismo darwinista fueron tanto científicas como religiosas. Las objeciones religiosas destacan por rechazar la evolución a favor de posturas creacionistas, según las cuales Dios (u otras deidades en otras religiones) creó el mundo y a los seres vivos con un propósito divino (cosmogonía). La resultante controversia creación-evolución ha sido un punto importante de conflicto entre religión y ciencia; pero a pesar de ello muchos de los contemporáneos de Darwin al conocer las evidencias, fueron aceptando la “transmutación de las especies”.
El mecanismo evolutivo específico que proveyó Darwin, la selección natural, en sus inicios fue activamente disputado por teorías alternativas tales como el Lamarckismo y la ortogénesis. La cuenta gradualista de Darwin encontró posiciones tanto en el saltacionismo y en el catastrofismo. Además, el mecanismo específico de Herencia genética propuesto por Darwin, pangénesis, carecía de evidencias. Al comienzo del siglo XX la pangénesis fue reemplazada por las leyes de Mendel, lo que llevó a la síntesis evolutiva moderna. El darwinismo en su nueva forma llamada "Neo-Darwinismo", logró una aceptación universal entre los biólogos con la ayuda de nuevas evidencias, tales como las genéticas, confirmando las predicciones de Darwin y refutando otras teorías similares.
Desde entonces, aunque ha habido desacuerdos y nuevas ideas sobre puntos específicos, como el equilibrio puntuado, la teoría misma no ha sido rebatida en el campo de la biología, y es comúnmente descrita como la "piedra angular de la biología moderna".

## Evidencia
Las objeciones al hecho de que la evolución se produzca tienden a centrarse en interpretaciones específicas sobre las pruebas.

### Ausencia de observación
Varios creacionistas afirman que debería haber muchas más pruebas de especies transicionales (eslabones perdidos) evidentes. El propio Darwin consideró que la escasez de especies transicionales era uno de los mayores puntos débiles de su teoría:

¿Por qué entonces no está cada formación geológica y cada estrato lleno de tales eslabones intermedios? La geología no revela, ciertamente, ninguna cadena orgánica tan finamente graduada y ésta es, quizá, la objeción más obvia y grave que puede aducirse contra mi teoría. La explicación reside, según creo, en la extrema imperfección del registro geológico.

## Verosimilitud

### Aspectos inexplicables del mundo natural
Además de las estructuras y los sistemas complejos, entre los fenómenos que, según los críticos, la evolución no puede explicar se encuentran la conciencia, la metamorfosis, la música, la religión y la moral. Ninguna explicación alternativa ha sido capaz de explicar adecuadamente el origen biológico de estos fenómenos.

## Imposibilidad

### Creación de estructuras complejas

#### Argumento de la complejidad de la Explosión cámbrica
La explosión cámbrica fue la aparición relativamente rápida, hace unos 539 millones de años, de la mayoría de los principales filos animales, tal y como demuestra el registro fósil, y de muchos más filos ahora extintos. Esto fue acompañado de una gran diversificación de otros organismos. Antes de la explosión del Cámbrico, la mayoría de los organismos eran simples, compuestos por células individuales organizadas ocasionalmente en colonias. Durante los 70 u 80 millones de años siguientes, el ritmo de diversificación se aceleró en un orden de magnitud y la diversidad de la vida empezó a parecerse a la de hoy en día, aunque no se parecían a las especies actuales.
El problema básico de esto es que la selección natural exige una lenta acumulación de cambios, en la que un nuevo filo tardaría más que una nueva clase, que tardaría más que un nuevo orden, que tardaría más que una nueva familia, que tardaría más que un nuevo género, que tardaría más que la aparición de una nueva especie, pero la aparente aparición de taxones de alto nivel sin precedentes quizá implique mecanismos evolutivos inusuales.
Existe un consenso generalizado de que muchos factores contribuyeron a desencadenar el surgimiento de nuevos phyla, pero no hay un consenso generalmente aceptado sobre la combinación y la explosión cámbrica sigue siendo un área de controversia e investigación sobre por qué tan rápido, por qué a nivel de phylum, por qué tantos phyla entonces y ninguno desde entonces, e incluso si el aparente registro fósil es preciso.

## Las críticas no científicas

Esta caricatura satírica de Charles Darwin del año 1871 (como una forma de argumento ad hominem) es un reflejo de las primeras objeciones para desacreditar la teoría de la evolución humana.

Actualmente la teoría biológica de la evolución, basada en la propuesta originalmente hecha por Darwin, es admitida universalmente por la comunidad científica, dado que ninguna otra teoría científica explica el carácter jerárquico de la diversidad biológica o es compatible con la historia paleontológica.

### Críticas religiosas
Aunque no existen teorías científicas alternativas, sí hay oposición desde puntos de vista religiosos o metafísicos, a través del creacionismo. Particularmente algunos grupos cristianos, principalmente protestantes, e islámicos se oponen, con diversas estrategias, a una teoría que consideran que declara innecesaria la existencia de Dios. Entre otras estrategias han intentado crear alternativas aparentemente creíbles científicamente para demostrar la veracidad del relato de la creación en las Escrituras, o al menos la existencia de un creador inteligente que, en sucesivos impulsos, pusiera en marcha y encauzara la evolución natural (Diseño Inteligente). Ninguno de estos desarrollos ha conseguido entre los científicos la credibilidad buscada, pero sí una gran influencia política en Estados Unidos, donde la mayoría de la población declara no creer cierta la teoría científica de la evolución y sí la exactitud del relato bíblico del Génesis.
Apoyándose en esa influencia entre el público, proponen que las ideas creacionistas sean enseñadas en los cursos de ciencia escolares en pie de igualdad con la teoría vigente. Sin embargo, el "diseño inteligente" no sólo no ha tenido buena acogida en la comunidad científica, sino que tampoco ha sido apoyado por la justicia de los Estados Unidos, que dictaminó que era «inconstitucional la enseñanza del diseño inteligente en las escuelas por ser un “argumento religioso” », y que «es una redenominación del creacionismo, no una teoría científica». En esta opinión tiene el máximo peso que los promotores del Diseño Inteligente hayan declarado en más de una ocasión, por ejemplo en el documento conocido como Estrategia de la cuña, que su intención es desacreditar aquellas explicaciones de la realidad natural que, como el darwinismo, prescinden de Dios; y que la verdad de que hay un Dios personal que creó el mundo es una verdad a priori que no se puede discutir o investigar, lo que entra en contradicción con el concepto mismo de ciencia.
Así, en contraste a las objeciones iniciales a la evolución que eran o estrictamente científicas (postulados científicos actualmente obsoletos) o explícitamente religiosas (creacionismo clásico); las objeciones de origen más recientes frecuentemente desdibujan esta distinción; y son más bien sólo de origen dogmático, tratadas de mostrar erróneamente como postulados científicos. Movimientos tales como la autollamada ciencia creacionista o creacionismo científico, apoyada en el Diseño inteligente, se destaca por atacar las bases científicas de la evolución, por un lado, y, por otro, argumentan que habría una mayor cantidad de evidencias científicas que respaldarían el diseño de la vida por un Dios o por un ente inteligente.
Referente a muchos de los argumentos que están directamente en contra de la evolución, incluyendo objeciones a las evidencias evolutivas, a la metodología, a su plausibilidad, su moralidad y su aceptación científica; la comunidad científica indica que estos argumentos han sido rechazados por la biología y por disciplinas relacionadas, y no son aceptadas por la comunidad científica en general; debido principalmente al carácter no científico y dogmático de estas objeciones.
Algunas religiones como el catolicismo han reconciliado parcialmente sus creencias con la evolución mediante un pensamiento de tipo pro-evolución teísta. Sin embargo grupos más fundamentalistas en otras religiones (principalmente protestantes) siguen oponiéndose frontalmente a la enseñanza y la divulgación de la evolución.

### Objeciones a la moralidad de la evolución
Otras objeciones comunes a la evolución alegan que ésta conduce a resultados objetables, como la eugenesia nazi. Es conocido que Adolf Hitler leyó periódicos y panfletos que publicaban el pensamiento de filósofos y teóricos como Charles Darwin. En uno de sus libros, Darwin pareció sugerir que los miembros débiles e inferiores de la sociedad no deberían casarse y tener hijos:

Por lo tanto, debemos soportar sin quejarnos los efectos indudablemente malos de que los débiles sobrevivan y propaguen su especie; pero parece haber al menos un freno en la acción constante, a saber, que los miembros más débiles e inferiores de la sociedad no se casen tan libremente como los sanos; y este freno podría aumentar indefinidamente, aunque esto es más de esperar que de desear, si los débiles de cuerpo o de mente se abstuvieran de casarse.

### La evolución plantea que los humanos no son diferentes de los animales
Darwin reconoció temprano que el aspecto más controvertido de la teoría evolutiva es su aplicación a los seres humanos. Específicamente, muchos objetaron la idea de que todas las diferentes formas de vida, incluyendo a los seres humanos, surgieron mediante un proceso natural sin la necesidad de una intervención sobrenatural que le otorgue una diferencia frente a los demás seres vivos; descubrimiento que hizo que el grupo más ortodoxo de la población religiosa reaccionara en forma sensible.

## Las críticas científicas
Después de haberse impuesto sobre teorías alternativas tales como el lamarckismo y la ortogénesis, la teoría sintética es considerada el modelo explicativo más explorado y robusto de los que se dispone actualmente para comprender los fenómenos evolutivos.[cita requerida]
La ortogénesis, evolución ortogenética, evolución progresiva o autogénesis, es una hipótesis biológica según la cual la vida tiene una tendencia innata a evolucionar de un modo unilineal debido a alguna "fuerza directriz", ya sea interna o externa. La hipótesis tiene bases filosóficas de esencialismo, finalismo, y de teleología. Varios autores defendieron y desarrollaron esta hipótesis, hasta su colapso a mediados del siglo XX por no poder explicar el registro fósil. Entre sus proponentes destacan Theodor Eimer, que popularizó el término con su obra 'on Orthogenesis' de 1898 el ruso Lev Berg quien desarrolló una variante llamada nomogénesis, en la que proponía que la fuerza directora de la evolución eran mutaciones masivas.
Sin embargo, aun destacando que realmente no existe hoy una sólida teoría alternativa desarrollada, algunos científicos sí han reclamado la necesidad de realizar una reforma o ampliación de la Teoría Sintética, con nuevos modelos capaces de integrar la biología del desarrollo o incorporar una serie de descubrimientos biológicos cuyo papel evolutivo se está debatiendo, tales como ciertos mecanismos hereditarios epigenéticos, la transmisión horizontal; o propuestas como la existencia de múltiples niveles jerárquicos de selección o la plausibilidad de fenómenos de asimilación genómica para explicar procesos macroevolutivos (incremento de complejidad por integración en complemento al incremento en complejidad por transformación —gradual—).
Los aspectos más criticados dentro de la teoría sintética son: el gradualismo, que ha obtenido como respuesta el modelo del equilibrio puntuado de Niles Eldredge y Stephen Jay Gould; la preponderancia de la selección natural frente a los motivos puramente estocásticos; la explicación al comportamiento del altruismo; y el reduccionismo geneticista que evitaría las implicaciones holísticas y las propiedades emergentes a cualquier sistema biológico complejo.
Igualmente existen otras críticas minoritarias que proponen incluso un cambio en el paradigma científico de la evolución biológica, tales como la propuesta por Lynn Margulis, quién fue más allá de su teoría científica de la simbiogénesis, para postular una nueva hipótesis (conocida como Teoría simbiogenética); en la cual postuló que la simbiosis mediante la cual se combinan genomas enteros, sería la fuente principal de la variación heredada (y no las mutaciones aleatorias), creándose a partir de este proceso nuevos "individuos". Sin embargo a diferencia de su aceptada y probada teoría sobre el origen de las células eucariotas, la nueva teoría de Lynn Margulis sobre la simbiosis entre microorganismos como importante fuerza de la evolución, no es aceptada por la comunidad científica, por carecer de evidencia contundente (no explicable por las hipótesis vigentes) a favor.
Así, el consenso de la comunidad científica considera realmente que los temas a tratar son solo desacuerdos y nuevas ideas sobre puntos específicos, y realmente la teoría misma no ha sido rebatida en el campo de la biología; siendo comúnmente descrita como la "piedra angular de la biología moderna".

## Educación escolar
Tanto la India como Turquía han retirado la teoría de la evolución de los libros de texto escolares por ser supuestamente controvertida.